# Хуан Антонио Самаран
Хуан Антонио Самаран (кат. Don Joan Antoni Samaranch i Torelló, Marqués de Samaranch; Барселона, 17. јул 1920 — Барселона, 21. април 2010) је био каталонски спортски званичник и председник Међународног олимпијског комитета од 1980. до 2001.

## Биографија
Самаран је рођен у Барселони као треће од шесторо деце у богатој каталанској породици. Године 1938, током Шпанског грађанског рата, регрутован је да служи као медицински помоћник у Шпанским републиканским оружаним снагама. Самаран је показвао политичке симпатије према националистима. Због тога је пребегао преко Француске на територију коју су држали националисти. Дана 1. децембра 1955. оженио се Маријом Терезом Салисакс Роу. Са њом имао је двоје деце: Хуана Антонија млађег, тренутно члана Међународног олимпијског комитета, и Марију Терезу.
Завршио је вишу пословну школу у Барселони. Био је шеф мисија шпанских тимова на бројним олимпијским такмичењима, пре него што га је Франсиско Франко поставио за председника шпанског националног олимпијског комитета и члана МОК. Самаран је био позната личност у последњим данима Франкове владавине. Био је потпредседник МОК од 1974. до 1978. и шпански амбасадор у Совјетском Савезу и Монголији од 1977. до 1980. Због својих заслуга у промовисању олимпијског покрета, шпански краљ Хуан Карлос I му је 1991. дао титулу маркиза. Дана 23. јуна 1993. године, инаугурација Олимпијског музеја, који представља сећање и дух модерног олимпизма, дело његове каријере, крунисала је његово председништво. Самаран је постао почасни доживотни председник МОК-а и добио је Златни олимпијски орден након што је напустио место председника. МОК је такође гласао за промену имена Олимпијског музеја у Музеј Самаран.
Самаран је био побожни католик и био је статички (лаички) припадник организације Опус деи.

### Председник МОК
Самаран је изабран за председника МОК на 83. заседању те организације у Москви, које је одржано пре Летњих олимпијских игара 1980. - између 15. и 18. јула 1980. године.
Током свог мандата Самаран је успео да финансијски опорави олимпијски покрет, уз велике приходе од телевизијских права и спонзорства. Иако су Летње олимпијске игре 1984. и Летње олимпијске игре 1988. бојкотовале државе Источног блока и још неке државе, број држава чланица МОК и учесница сваких игара се повећавао током Самарановог председништва. Самаран је такође тежио да се најбољи спортисти такмиче на Олимпијским играма, што је довело до поступног прихватања професионалних спортиста.
Постала је традиција да Самаран, када се обраћа председнику на затварању сваке Летње олимпијске игре, похвали организаторе на свакој олимпијади што су организовали „најбоље“ игре икада.
Самаран се 2001. године није поново кандидовао за председника МОК. На том месту наследио га је Жак Рог. Самаран је постао почасни доживотни председник Међународног олимпијског комитета.

## Смрт и наслеђе
Умро је 21. априла 2010. године у Барселони од срчаног удара, након неколико година лошег здравља.
Као добитник златне медаље Ђенералитата Каталоније, Самаран  је био положен пред сахрану у Ђенералитатској палати. Његова погребна миса одржана је у катедрали Санта Еулалије 22. априла 2010. и присуствовали су јој представници шпанске краљевске породице и олимпијског покрета. Сахрањен је на гробљу Монжвик. Након његове смрти, јуна 2010. године, Олимпијски и спортски музеј Хуан Антонио Самаран и Олимпијска дворана Хуан Антонио Самаран, некадашња Олимпијска дворана Зетра, у Сарајеву, Босна, преименовани су у његову част.

## Почасти и награде

### Националне почасти
- Шпанија:
  - Године 1991, краљевским декретом је именован 1. маркизом од Самарана
  - Витез Великог крста Реда Карла III (20. октобар 1980)[18]
  - Орден Изабеле Католичке
    - Витешки Велики крст (29. септембар 1975)[19]
    - Огрлица (31. март 2000)[20]

  - Витешки Велики крст Ордена за грађанске заслуге (1. април 1959)[21]
  - Велики крст Реда Сиснероса (1. октобар 1968)[22]
  - Велики крст Краљевског ордена за спортске заслуге (5. децембар 1986)[23]
  - Златна медаља Генералитата Каталоније (1985)

### Стране почасти
- Пољска: командант са звездом Ордена заслуга за Републику Пољску (1994)
- Аустрија: Велико одликовање за заслуге Републици Аустрији у злату са звездом (1994)
- Југославија: Орден југословенске заставе са појасом (9. јануар 1984)
- Естонија: Орден крста Тера Маријане, прве класе (2003.)
- Хрватска: Велики крст Великог реда краља Томислава[24]
- Грузија: Орден златног руна (2001)
- Филипини: Велики крст древног Реда Сикатуна (11. април 2001)[25]
- Литванија: Велики крст Ордена литванског великог војводе Гедиминаса (4. април 1994)
- Молдавија: Орден Републике (14. мај 1999)
- Русија:
  - Орден пријатељства (14. јул 1994)[26]
  - Орден части (25. јун 2001)
- Словачка: Орден белог двоструког крста 1. класе (2000)[27]
- Украјина: Орден кнеза Јарослава Мудрог трећег степена (21. мај 2005)
- Уругвај: Медаља Оријенталне Републике Уругвај (2000)[28]
- Италија:
  - Велики официр Ордена за заслуге Републике Италије (2. јун 1971)[29]
  - Велики крст Ордена заслуга Републике Италије (Италија, 27. јануар 1981)[30]
- Почасни члан Клуба де Сантандер Паломар

### Награде
- Године 1982, добио је Пехар стадиона за промоцију шпанског спорта.
- Године 1988, добио је награду принца од Астурије за спорт и награду за мир коју додељује Јужна Кореја.
- Члан Француске академије спорта
- Године 1986, именован је за председника кредитне институције La Caixa, чији је већ био члан савета од 1984. године.
- Године 2010, добио је награду „Excellence Guirlande d'Honneur“ од стране FICTS.[31]
- Године 2016, примљен је у FIBA Кућу славних.